# 다마 동물공원
다마 동물공원(일본어: 多摩動物公園 다마도부쓰코엔[*])은 일본 도쿄도 히노시에 있는 동물원이다.

## 개요
1958년 5월 5일에 개원하였다. 처음에는 우에노 동물원의 분원 형태였다. 우에노 동물원에 비해 넓은 (약 4배) 부지를 활용하여 동물들이 자유롭게 움직이는 모습을 보여주는 것을 목표로 하고 있다. 구릉지에 만들어졌기 때문에 원내에서 셔틀 버스가 운행되고있다. 예전에는 도쿄 도가 직영으로 운영하고 있었지만, 지정 관리자 제도에 의해 공익 재단법인 도쿄 동물원 협회에 인수되었다.